# La Wagneriana
La Wagneriana (OWA) va ser una important i precoç orquestra de plectre fundada a Alacant l'any 1902 i desapareguda el 1937 en el transcurs de la Guerra Civil Espanyola. Va ser una orquestra de grans mèrits i reconeixements que va deixar la seva empremta inesborrable dins la música alacantina.
La Wagneriana naix el 1903 i es presenta al públic alacantí al Teatre Principal d'Alacant, l'11 maig 1904 sota la direcció del mestre Marcos Ortíz Martínez. Va ser el primer de molts i importants concerts. Ràpidament es converteix en una orquestra exigent i en un referent de la música alacantina sota la direcció del pianista i compositor alacantí Juan Latorre Baeza. És en 1906 quan s'assoleix un reconeixement a nivell nacional, en ser requerida a Madrid per participar en els actes de celebració de les Noces d'Alfons XIII amb Victòria Eugènia de Battenberg. A causa de l'atemptat contra els reis, els festejos al Palau Reial van ser cancel·lats, traslladant el concert al palau de l'alacantinista i llavors president del Congrés dels Diputats, José Canalejas y Méndez.
Per raons que encara avui es desconeixen i malgrat els innombrables concerts i del reconeixement sociomusical que gaudia "La Wagneriana", aquesta va cessar la seva activitat musical l'any 1914. Serà el 21 gener 1923 quan antics i nous músics reorganitzen l'antiga orquestra sota la direcció del mestre Vicente Poveda y Vilanova. En aquesta ocasió "La Wagneriana" manté el seu nom popular però es refunda amb el nom de "Orquestra Espanyola". Finalment, sota la direcció musical del mestre José Torregrosa García, “La Wagneriana” reviurà altra esplendorosa època fins que, el 1937, entrada la Guerra Civil Espanyola desapareixerà definitivament.

## Directors
Directors titulars de l'orquestra:
- Marcos Ortiz Martínez (1903 - 1905)
- Juan Latorre Baeza (1905 - 1914)
- Vicente Poveda y Vilanova (1923 - 1925)
- José Torregrosa García (1925 - 1937)

## Concerts destacats
Concerts més destacats de la desapareguda agrupació alacantina:
- Teatre Principal d'Alacant, 11 de maig de 1904. Conciert de presentació
- Palau de Don José Canalejas y Méndez. 31 de maig de 1906. Noces d'Alfons XIII amb Victòria Eugènia de Battenberg
- Círculo de Bellas Artes de Madrid. Juny de 1906. Noces d'Alfons XIII amb Victòria Eugènia de Battenberg
- Reial Liceu Casino d'Alacant. Novembre de 1907. Concert en honor de la Infanta Isabel de Borbó
- Palma, 14 maig de 1910. Concert benèfic
- París (França), 1928. Concerts de música espanyola
- Barcelona, 6 y 7 de desembre de 1929. Exposició Internacional de Barcelona
- Orà (Algèria), maig de 1933. Teatre municipal d'Orà

## Enregistraments
La Wagneriana va enregistrar la gens menyspreable quantitat de setze discos de pissarra en 1929 amb les empreses discogràfiques Odeón i Regal. Dels títols que es té constància són:
- L'Entrà de la Murta, pasdoble de Salvador Giner i Vidal
- Camino de Rosas, pasdoble de José Franco y Ribate
- El Puñao de Rosas, fantasia de Ruperto Chapí.
- La Bruja. Jota, de Ruperto Chapí.
- La Revoltosa. Duo, de Ruperto Chapí.
- La Dolores. Jota, de Tomás Bretón.
- Pan y Toros, de Francisco Asenjo Barbieri.
- Cádiz, de la Suite Espanyola d'Isaac Albéniz.